# 异缘蚤属
异缘蚤属（学名：Peracantha）是科的一属。

## 下属物种
本属包括以下物种：
- 锯截异缘蚤 Peracantha truncata (O.F.Müller, 1785)